# Liste der Kulturdenkmale in Alsleben (Saale)
In der Liste der Kulturdenkmale in Alsleben (Saale) sind alle  Kulturdenkmale der Gemeinde Alsleben (Saale) und ihrer Ortsteile aufgelistet. Grundlage ist das Denkmalverzeichnis des Landes Sachsen-Anhalt, das auf Basis des Denkmalschutzgesetzes des Landes Sachsen-Anhalt vom 21. Oktober 1991 durch das Landesamt für Denkmalpflege und Archäologie Sachsen-Anhalt erstellt und seither laufend ergänzt wurde (Stand: 31. Dezember 2021).

## Kulturdenkmale nach Ortsteilen

### Alsleben (Saale)
| Lage | Bezeichnung                           | Beschreibung                                                                                                | Erfassungs- nummer | Ausweisungsart | Bild |
| --- | ------------------------------------- | --- | ------------------ | -------------- | --- |
| Am Kringel (Karte) | Wasserturm                            | | 094 60037          | Baudenkmal     | Weitere Bilder |
| An der Kirche 1 bis 4, 7, 8, 10, 11 Burgstraße 1 bis 35 Fischerstraße 1 bis 11, 11a, 12 bis 15 Grabenstraße 1 bis 13 Markt 1, 2, (4), (5), 6 bis 23 Mühlstraße 1 bis 21, (23), 24, 25, (26), 27 Neue Torstraße 1 bis 14, 14a, 15 bis 17 Poststraße 1, 2 Saalplatz Scheunenstraße (1), 2 bis 11, 11a, 12 Stiege o.Nr. Uferstraße Wörthe 1 bis 17, (Karte) | Altstadt                              | | 094 60003          | Denkmalbereich | Altstadt |
| An der Kirche 10, 11 (Karte) | Inschrifttafel                        | | 094 60020          | Baudenkmal     | BW |
| Bachstraße 6 (Karte) | Wohnhaus                              | | 094 60045          | Baudenkmal     | BW |
| Bernburger Straße 28 (Karte) | Bauernhof                             | | 094 60026          | Baudenkmal     | Bauernhof |
| Bernburger Straße 34 (Karte) | Häusergruppe                          | | 094 60027          | Baudenkmal     | BW |
| Bernburger Straße 37 (Karte) | Bahnhof                               | | 094 60029          | Baudenkmal     | Bahnhof |
| Breite 8 (Karte) | Pfarrhaus                             | | 094 60041          | Baudenkmal     | BW |
| Breite 48 (Karte) | Wohnhaus                              | | 094 60042          | Baudenkmal     | BW |
| Breite 64 (Karte) | Bauernhof                             | | 094 60043          | Baudenkmal     | BW |
| Bundesstraße B6 Saale zwischen Alsleben und Mukrena (Karte) | Saalebrücke Alsleben                  | Brücke | 094 60001          | Baudenkmal     | Weitere Bilder |
| Burgstraße 2 (Karte) | Wohn- und Geschäftshaus               | | 094 60004          | Baudenkmal     | Wohn- und Geschäftshaus |
| Burgstraße 4 (Karte) | Wohn- und Geschäftshaus               | | 094 60005          | Baudenkmal     | Wohn- und Geschäftshaus |
| Burgstraße 13 (Karte) | Wohn- und Geschäftshaus               | | 094 60006          | Baudenkmal     | Wohn- und Geschäftshaus |
| Burgstraße 14 (Karte) | Wohnhaus                              | | 094 60007          | Baudenkmal     | Wohnhaus |
| Burgstraße 22 & 22a (Karte) | Saaltor                               | Stadttor der Alslebener Stadtbefestigung                                                                    | 094 60008          | Baudenkmal     | Weitere Bilder |
| Burgstraße 28 (Karte) | Wohn- und Geschäftshaus Burgstraße 28 | auf das Barock zurückgehendes zweigeschossiges Wohn und Geschäftshaus mit Jugendstilfassade von 1905        | 094 60009          | Baudenkmal     | Weitere Bilder |
| Burgstraße 35 Südostseite des Marktes (Karte) | Hotel Deutsches Haus                  | Wohn- und Geschäftshaus                                                                                     | 094 60010          | Baudenkmal     | Hotel Deutsches Haus |
| Feldstraße Friedhof (Karte) | Feierhalle                            | | 094 60033          | Baudenkmal     | [[Vorlage:Bilderwunsch/code!/C:51.703032,11.672538!/D:Feldstraße Friedhof,!/\|BW]]                                                                       |
| Feldstraße 10, 11 (Karte) | Häusergruppe                          | Laubenganghäuser, 1926–27 von Ernst Trommler                                                                | 094 60034          | Baudenkmal     | BW |
| Fischerstraße 2 (Karte) | Ackerbürgerhof                        | | 094 60012          | Baudenkmal     | BW |
| Fischerstraße 4 (Karte) | Wohnhaus                              | Ehemaliges Gebäude der Schifferkasse der Saalefischer                                                       | 094 60013          | Baudenkmal     | Wohnhaus |
| Fischerstraße 5 (Karte) | Wohnhaus                              | | 094 60014          | Baudenkmal     | BW |
| Galgenberg Östlich der Straße von Alsleben nach Strenznaundorf (Karte) | Kreuzstein                            | | 094 60629          | Kleindenkmal   | Kreuzstein |
| Karl-Trimpler-Straße 2 bis 15, 19 Pulverhofstraße 1 Sanderslebener Straße 7 Dorf Alsleben (Karte) | Straßenzug                            | | 094 60039          | Denkmalbereich | [[Vorlage:Bilderwunsch/code!/C:51.698749,11.677312!/D:Karl-Trimpler-Straße 2 bis 15, 19 Pulverhofstraße 1 Sanderslebener Straße 7 Dorf Alsleben,!/\|BW]] |
| Karl-Trimpler-Straße, Kirchhof (Karte) | Kirche                                | St. Gertrudis                                                                                               | 094 60038          | Baudenkmal     | Kirche |
| Lehmstraße 22 (Karte) | Wohnhaus                              | | 094 60030          | Baudenkmal     | BW |
| Markt 1 An Nordseite des Marktes, direkt an den Kirchplatz grenzend (Karte) | Rathaus                               | | 094 60015          | Baudenkmal     | Rathaus |
| Markt 13 Einmündung der Burgstraße in den Markt (Karte) | Wohn- und Geschäftshaus               | | 094 60017          | Baudenkmal     | Wohn- und Geschäftshaus |
| Markt 15 Südwestseite des Marktes (Karte) | Kaufmannshof Markt 15                 | Kaufmannshof aus der Zeit um 1780                                                                           | 094 60018          | Baudenkmal     | Kaufmannshof Markt 15 |
| Mühlstraße 1 Nordwestlich des Rathauses (Karte) | Gasthaus Zur Post                     | nach 1830 errichtetes ehemaliges Gasthaus                                                                   | 094 60023          | Baudenkmal     | Gasthaus Zur Post |
| Mühlstraße 4 (Karte) | Wohnhaus                              | | 094 60024          | Baudenkmal     | BW |
| Mühlstraße 19 Nordwestseite des Mühlenhofs (Karte) | Villa                                 | | 094 60826          | Baudenkmal     | [[Vorlage:Bilderwunsch/code!/C:51.705369,11.674739!/D:Mühlstraße 19 Nordwestseite des Mühlenhofs,!/\|BW]]                                                |
| Mühlstraße 21, 22 Mühlstraße, Mühlenhof, Mühleninsel, Mühlgraben (Karte) | Mühle                                 | Saalemühle Alsleben                                                                                         | 094 60025          | Baudenkmal     | Weitere Bilder |
| Poststraße 3 (Karte) | Wohnhaus                              | | 094 60031          | Baudenkmal     | BW |
| Poststraße 52 (Karte) | Wohnhaus                              | | 094 60032          | Baudenkmal     | BW |
| Sanderslebener Straße Saalplatz, Parkplatz des Penny-Marktes (Karte) | Wappentafel                           | | 094 60002          | Kleindenkmal   | Wappentafel |
| Schaper-Allee Saale-Promenade, am Schäferberg (Karte) | Denkmal                               | | 094 60035          | Kleindenkmal   | [[Vorlage:Bilderwunsch/code!/C:51.700619,11.682157!/D:Schaper-Allee Saale-Promenade, am Schäferberg,!/\|BW]]                                             |
| Schulberg Nördlich des Marktes (Karte) | Kirche                                | St. Cäcilia                                                                                                 | 094 60019          | Baudenkmal     | Weitere Bilder |
| Schäferberg Amtsbezirk zwischen Dorf und Stadt Alsleben (Karte) | Schloss                               | | 094 60036          | Baudenkmal     | [[Vorlage:Bilderwunsch/code!/C:51.700595,11.681545!/D:Schäferberg Amtsbezirk zwischen Dorf und Stadt Alsleben,!/\|BW]]                                   |
| Sonnenstraße 26 Dorf Alsleben, Eckbebauung zur Pulverhofstraße (Karte) | Bauernhof                             | | 094 60040          | Baudenkmal     | [[Vorlage:Bilderwunsch/code!/C:51.699645,11.679626!/D:Sonnenstraße 26 Dorf Alsleben, Eckbebauung zur Pulverhofstraße,!/\|BW]]                            |
| Stiege Denkmalbereich Altstadt (Karte) | Humpeltreppe                          | Gasse mit Treppenanlage aus dem 18. Jahrhundert                                                             | 094 60827          | Baudenkmal     | Humpeltreppe |
| Wörthe 1 (Karte) | Kaufmannshof                          | | 094 60021          | Baudenkmal     | Kaufmannshof |
| Wörthe 9 Südwestrand der Altstadt (Karte) | St.-Elisabeth-Kirche                  | Katholische St.-Elisabeth-Kirche, 1874/75 nach Plänen von Arnold Güldenpfennig im Stil der Neugotik erbaut. | 094 60022          | Baudenkmal     | Weitere Bilder |

### Gnölbzig
| Lage                                                | Bezeichnung | Beschreibung    | Erfassungs- nummer | Ausweisungsart | Bild |
| --------------------------------------------------- | ----------- | --------------- | ------------------ | -------------- | --- |
| Gutshof 9, 10 (Karte)                               | Bauernhof   | Gölzersches Gut | 094 60761          | Baudenkmal     | BW |
| Hauptstraße Am Löschteich (Karte)                   | Brücke      | Straßenbrücke   | 094 60766          | Baudenkmal     | BW |
| Hauptstraße (Karte)                                 | Kirche      |                 | 094 60759          | Baudenkmal     | Weitere Bilder                                                                                          |
| Hauptstraße 2 Nordwestliche Ortsausfahrt (Karte)    | Wohnhaus    |                 | 094 60763          | Baudenkmal     | [[Vorlage:Bilderwunsch/code!/C:51.674045,11.723716!/D:Hauptstraße 2 Nordwestliche Ortsausfahrt,!/\|BW]] |
| Hauptstraße 4, 6 Nordwestliche Ortsausfahrt (Karte) | Gutshof     |                 | 094 60762          | Baudenkmal     | Gutshof                                                                                                 |
| Hauptstraße 19 (Karte)                              | Wohnhaus    |                 | 094 60760          | Baudenkmal     | BW |

## Ehemalige Kulturdenkmale nach Ortsteilen
Die nachfolgenden Objekte waren ursprünglich ebenfalls denkmalgeschützt oder wurden in der Literatur als Kulturdenkmale geführt. Die Denkmale bestehen heute jedoch nicht mehr, ihre Unterschutzstellung wurde aufgehoben oder sie werden nicht mehr als Denkmale betrachtet.

### Alsleben (Saale)
| Lage                                      | Bezeichnung              | Beschreibung                                                 | Erfassungs- nummer | Ausweisungsart | Bild |
| ----------------------------------------- | ------------------------ | ------------------------------------------------------------ | ------------------ | -------------- | ---- |
| Bernburger Straße 35 (Karte)              | Villa                    |                                                              | 094 60028          | Baudenkmal     | BW   |
| Fischerstraße 1 (Karte)                   | Wohnhaus Fischerstraße 1 | Wohnhaus Im Jahr 2021 aus dem Denkmalverzeichnis gestrichen. | 094 60011          | Baudenkmal     | BW   |
| Gutsstraße 7 (Karte)                      | Gutshof                  |                                                              | 094 60044          | Baudenkmal     | BW   |
| Markt 4 Nordwestseite des Marktes (Karte) | Wohnhaus                 |                                                              | 094 60016          | Baudenkmal     | BW   |
| Naundorfer Straße 3 Dorf Alsleben (Karte) | Wohnhaus                 |                                                              | 094 60046          | Baudenkmal     | BW   |

### Gnölbzig
| Lage                                                 | Bezeichnung        | Beschreibung | Erfassungs- nummer | Ausweisungsart | Bild |
| ---------------------------------------------------- | ------------------ | ------------ | ------------------ | -------------- | ---- |
| Hauptstraße 1 Ortsausfahrt Richtung Alsleben (Karte) | Wirtschaftsgebäude |              | 094 60764          | Baudenkmal     | BW   |
| Hauptstraße 57, 58, 58a (Karte)                      | Häusergruppe       |              | 094 60765          | Denkmalbereich | BW   |

## Legende
In den Spalten befinden sich folgende Informationen:
- Lage: Nennt den Straßennamen und wenn vorhanden die Hausnummer des Kulturdenkmals. Die Grundsortierung der Liste erfolgt nach dieser Adresse. Der Link „Karte“ führt zu verschiedenen Kartendarstellungen und nennt die geographischen Koordinaten.
Link zu einem Kartenansichtstool, um Koordinaten zu setzen. In der Kartenansicht sind Baudenkmale ohne Koordinaten mit einem roten bzw. orangen Marker dargestellt und können in der Karte gesetzt werden. Baudenkmale ohne Bild sind mit einem blauen bzw. roten Marker gekennzeichnet, Baudenkmale mit Bild mit einem grünen bzw. orangen Marker.
- Offizielle Bezeichnung: Nennt den Namen, die Bezeichnung oder zumindest die Art des Kulturdenkmals und verlinkt, soweit vorhanden, auf den Artikel zum Objekt.
- Beschreibung: Nennt bauliche und geschichtliche Einzelheiten des Kulturdenkmals, vorzugsweise die Denkmaleigenschaften.
- Erfassungsnummer: Für jedes Kulturdenkmal wird in Sachsen-Anhalt eine 20stellige Erfassungsnummer vergeben. Die letzten zwölf Ziffern werden für die Untergliederung nach Teilobjekten genutzt und werden nur angegeben, soweit vergeben. In dieser Spalte kann sich folgendes Icon  befinden, dies führt zu Angaben zu diesem Baudenkmal bei Wikidata.
- Ausweisungsart: Die Einordnung des Denkmales nach § 2 Abs. 2 DenkmSchG LSA
- Bild: Ein Bild des Denkmales, und gegebenenfalls einen Link zu weiteren Fotos des Kulturdenkmals im Medienarchiv Wikimedia Commons. Wenn man auf das Kamerasymbol klickt, können Fotos zu Kulturdenkmalen aus dieser Liste hochgeladen werden: